# Commelina tricolor
Commelina tricolor là một loài thực vật có hoa trong họ Commelinaceae. Loài này được E.Barnes mô tả khoa học đầu tiên năm 1946.